# Sica Sica
Sica Sica är en ort i Bolivia.   Den ligger i departementet La Paz, i den centrala delen av landet, 300 km nordväst om huvudstaden Sucre. Sica Sica ligger 3 935 meter över havet och antalet invånare är 3 831.
Terrängen runt Sica Sica är kuperad norrut, men söderut är den platt. Runt Sica Sica är det ganska glesbefolkat, med 22 invånare per kvadratkilometer.. Sica Sica är det största samhället i trakten. 
Omgivningarna runt Sica Sica är i huvudsak ett öppet busklandskap.